# Mara Wilson
Mara Elizabeth Wilson (n. 24 iulie 1987, Los Angeles CA) este o scriitoare americană, actriță de teatru și fostă actriță de film în copilărie. Este cel mai bine cunoscută pentru rolurile Nattie Hillard din Mrs. Doubtfire, Susan Walker din Miracle on 34th Street și Matilda Wormwood din Matilda. Prima interpretare actoricească a lui Wilson a fost într-o reclamă pentru Lunchables. Inițial, părinții ei nu au dorit ca Mara să fie actriță.

## Filmografie

### Film
| An   | Titlu                                                     | Rol                      | Note |
| ---- | --------------------------------------------------------- | ------------------------ | --- |
| 1993 | Mrs. Doubtfire (Doamna Doubtfire, tăticul nostru trăsnit) | Natalie "Nattie" Hillard | |
| 1994 | Miracle on 34th Street (Miracolul de pe Strada 34)        | Susan Walker             | |
| 1994 | A Time to Heal                                            | Barbara Barton           | Film TV |
| 1996 | Matilda                                                   | Matilda Wormwood         | Nominalizare—Saturn Award for Best Performance by a Younger Actor Nominalizare—Young Artist Award for Best Performance in a Feature Film Câștigat—Young Star Award for Best Performance by a Young Actress in a Comedy Film  |
| 1997 | A Simple Wish (O dorință simplă)                          | Anabel Greening          | Nominalizare—Saturn Award for Best Performance by a Younger Actor Nominalizare—Young Artist Award for Best Performance in a Feature Film Nominated—Young Star Award for Best Performance by a Young Actress in a Comedy Film |
| 1999 | Balloon Farm (Ferma baloanelor)                           | Willow Johnson           | Film TV |
| 2000 | Thomas and the Magic Railroad                             | Lily Stone               | Nominalizare—Young Star Award for Best Performance by a Young Actress in a Comedy Film Nominalizare—Young Artist Award for Best Performance in a Feature Film                                                                |

### Televiziune
| An   | Titlu                            | Rol                    | Note                             |
| ---- | -------------------------------- | ---------------------- | -------------------------------- |
| 1994 | Melrose Place                    | Nicole "Nikki" Petrova | 5 episoade                       |
| 1996 | Pearl                            | Samantha Stein         | Episodul: "The Tutor" (s.1 e.11) |
| 1999 | Batman Beyond (Batman în viitor) | Tamara (voce)          | Episodul: Mind Games (s.2 e.10)  |

## Legături externe
- http://procinema.ro/stiri/iti-mai-aduci-aminte-de-micuta-matilda-ce-s-a-intamplat-cu-actrita-care-acum-16-ani-uimea-pe-toata-lumea.html
- Mara Wilson la Internet Movie Database
- Mara Wilson Arhivat în 4 iulie 2015, la Wayback Machine. at TV.com
- Site web oficial
- Mara Wilson pe Twitter